# Jennifer Kessy
Jennifer Kessy (San Clemente, 31 juli 1977) is een voormalig Amerikaans beachvolleyballer. Met April Ross werd ze in 2009 wereldkampioen en won ze in 2012 de zilveren medaille bij de Olympische Spelen.

## Carrière

### Tot en met 2006
Kessy studeerde van 1995 tot en met 1998 geschiedenis aan de University of Southern California en was die jaren ook speler bij het volleybalteam van de universiteit. In 1998 kwam ze bovendien uit in het jeugdteam van de nationale ploeg. Kessy begon haar beachvolleybalcarrière in 2000 en speelde de eerste drie jaren met verschillende speelsters in zowel de binnenlandse AVP Tour als de internationale FIVB World Tour. In 2004 vormde ze een duo met Barbra Fontana met wie ze in 2003 al twee toernooien in de AVP Tour had gespeeld. Het duo nam deel aan tien wedstrijden in de Amerikaanse competitie met als beste resultaat een tweede plaats in Huntington Beach en drie derde plaatsen. Internationaal deden ze aan twee wedstrijden mee.
Vervolgens speelde Kessy tot en met 2006 achtereenvolgens met Holly McPeak, Nancy Reynolds en Rachel Scott. Met McPeak nam ze het eerste seizoen aan dertien wedstrijden in de AVP Tour mee, waarbij het duo twee tweede plaatsen en negen derde plaatsen behaalde. Internationaal speelden ze drie reguliere toernooien met een zevende plaats in Klagenfurt als beste resultaat. Bij de WK in Berlijn verloor het duo in de tweede ronde van het Cubaanse tweetal Dalixia Fernández en Tamara Larrea, waarna het in de eerste herkansingsronde definitief werden uitgeschakeld door de Duitsers Antje Röder en Helke Claasen. Met Reynolds deed ze dat jaar verder aan vier FIVB-toernooien mee met één vierde en drie vijfde plaatsen als resultaat. In 2006 speelden ze vijf wedstrijden in de World Tour en elf wedstrijden in de AVP Tour. In laatstgenoemde competitie behaalden ze twee tweede en twee derde plaatsen. Vanaf augustus kwam Kessy met Scott op drie internationale en vijf binnenlandse toernooien. In de World Tour was plaats dertien het beste resultaat en in de Amerikaanse competitie behaalde het duo twee tweede en twee derde plaatsen.

### 2007 tot en met 2013
Van 2007 tot en met 2013 vormde Kessy een duo met April Ross. Het eerste seizoen in de nationale competitie deed het duo aan zestien wedstrijden mee met twee tweede plaatsen als beste resultaat. Internationaal speelden ze acht toernooien; ze boekten bij hun tweede toernooi in Stavanger de overwinning en werden tweede in Sint-Petersburg. Bij de WK in Gstaad kwam het tweetal niet verder dan de groepsfase. Het jaar daarop speelden Kessy en Ross twaalf wedstrijden in de World Tour. Ze sloten het seizoen af met twee eerste plaatsen (Phuket en Sanya), nadat ze in Stavanger en Dubai respectievelijk al als derde en tweede waren geëindigd. In de AVP Tour nam het duo deel aan twaalf toernooien en eindigde het vijfmaal op de tweede plaats, onder meer bij het prestigieuze toernooi van Manhattan Beach. In 2009 speelde het tweetal in de aanloop naar de WK twee FIVB-toernooien in Brasilia en Seoel, waarbij tweemaal de tweede plaats werd behaald. In Stavanger wonnen Kessy en Ross vervolgens de wereldtitel door in de finale het Braziliaanse duo Larissa França en Juliana Felisberta da Silva in twee sets te verslaan. Het duo nam dat seizoen verder aan negen wedstrijden in de World Tour deel met onder meer twee overwinningen (Marseille en Phuket), twee tweede plaatsen (Åland en Sanya) en twee derde plaatsen (Klagenfurt en Barcelona) als resultaat. In de binnenlandse competitie wonnen ze vier van de twaalf toernooien en eindigden ze bij zeven andere op het podium.

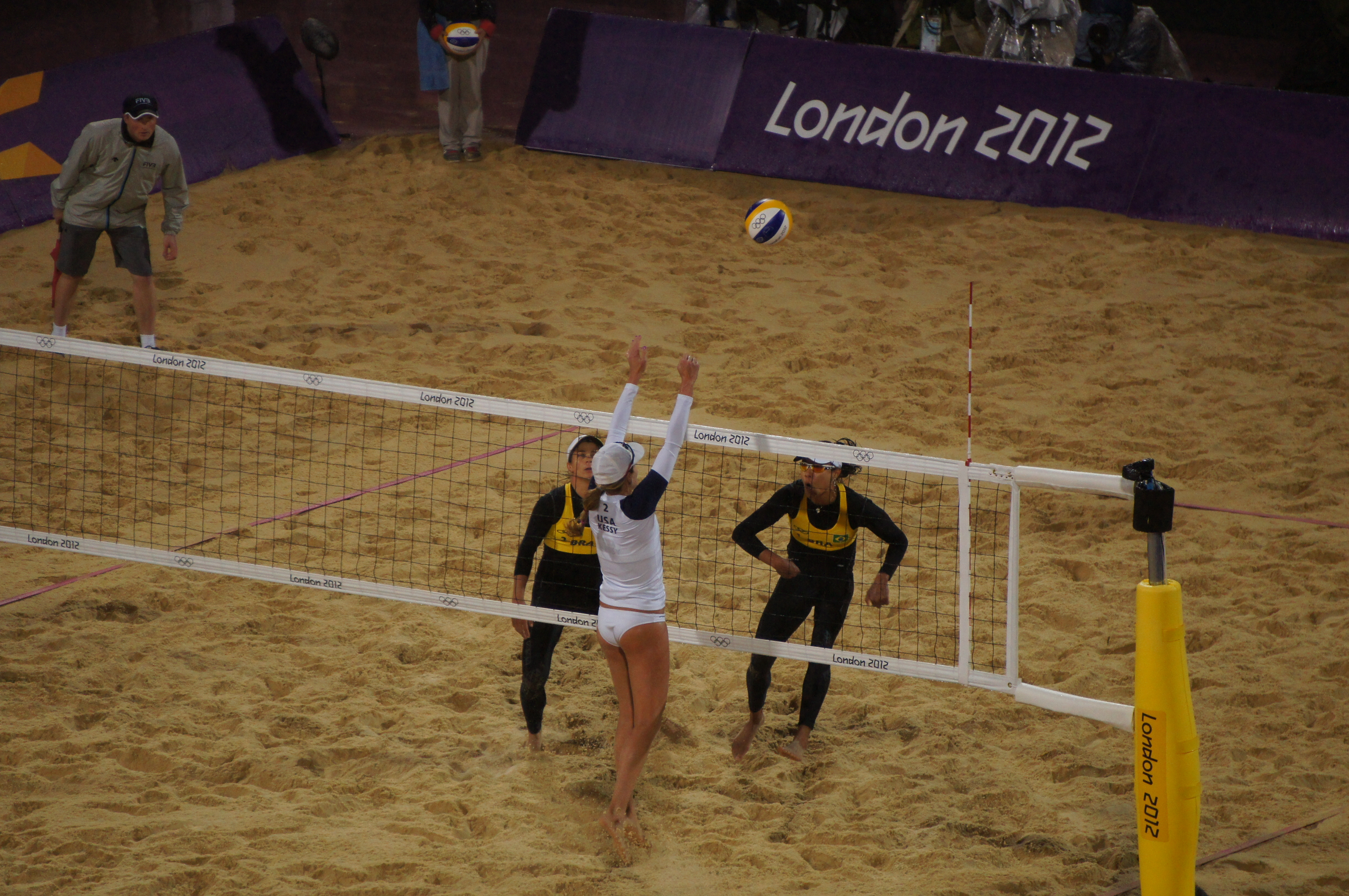
Kessy (wit) in actie tijdens de halve finale van de OS in Londen tegen Larissa en Juliana (2012)

Kessy en Ross speelden in 2010 zes toernooien in de AVP Tour waarvan ze er vier wonnen. In de World Tour boekten ze in vijftien wedstrijden twee overwinningen (Shanghai en Rome) en behaalden ze acht toptienplaatsen – waarvan drie podiumplaatsen. Het daaropvolgende jaar nam het duo aan dertien reguliere FIVB-toernooien deel met een overwinning in Stavanger als beste resultaat Ze eindigden verder zesmaal op het podium (Brasilia, Shanghai, Mysłowice, Peking, Stare Jabłonki en Phuket). Bij de WK in Rome werd het tweetal in de kwartfinale uitgeschakeld door hun landgenoten Kerri Walsh en Misty May-Treanor. In 2012 won het duo in de binnenlandse competitie de twee toernooien waar het aan meedeed. Internationaal speelden ze in aanloop naar de Olympische Spelen zeven wedstrijden waarbij ze niet verder kwamen een derde plaats in Moskou. In Londen bereikten Kessy en Ross de eindstrijd na in de halve finale het als eerste geplaatste Braziliaanse duo Larissa en Juliana verslagen te hebben. De finale werd vervolgens verloren van Walsh en May-Treanor, waardoor het duo genoegen moest nemen met zilver. Na afloop van de Spelen speelde het tweetal nog twee FIVB-toernooien met een overwinning in Bangsaen. Het jaar daarop namen ze aan vijf wedstrijden in de AVP Tour deel met twee overwinningen, één tweede plaats en twee derde plaatsen. In de World Tour waren ze actief op zeven toernooien, waarbij ze in Corrientes als vierde en in Rome als tweede eindigden. Aan het eind van het jaar gingen de twee uit elkaar waarna Kessy nog twee internationale wedstrijden speelde en met Whitney Pavlik derde werd in Durban.

### 2015 en 2016
Na in 2014 een jaar pauze te hebben genomen in verband met haar zwangerschap keerde Kessy in 2015 terug in het beachvolleybalcircuit met Emily Day. Het tweetal nam dat jaar deel aan zes toernooien in de AVP Tour waarbij in New York gewonnen werd. In de World Tour speelden ze twaalf wedstrijden met als beste resultaat een derde plaats in Antalya aan het eind van het seizoen. Bij de WK in Nederland werd het duo in de zestiende finale uitgeschakeld door het Chinese tweetal Wang Fan en Yue Yuan en bij de World Tour Finals in Fort Lauderdale eindigden Kessy en Day als zevende. In 2016 deden ze mee aan tien FIVB-toernooien waarbij ze niet verder kwamen dan vier negende plaatsen. Kessy speelde in de binnenlandse competitie nog een wedstrijd met Day en vervolgens twee met Jennifer Fopma waarna ze haar carrière als professioneel beachvolleyballer afsloot.

## Palmares
Kampioenschappen
- 2009:  WK
- 2011: 5e WK
- 2012:  OS

FIVB World Tour
- 2007:  Grand Slam Stavanger
- 2007:  Sint-Petersburg Open
- 2008:  Grand Slam Stavanger
- 2008:  Dubai Open
- 2008:  Phuket Open
- 2008:  Sanya Open
- 2009:  Brasilia Open
- 2009:  Seoel Open
- 2009:  Grand Slam Marseille
- 2009:  Grand Slam Klagenfurt
- 2009:  Åland Open
- 2009:  Barcelona Open
- 2009:  Sanya Open

- 2009:  Phuket Open
- 2010:  Shanghai Open
- 2010:  Grand Slam Rome
- 2010:  Seoel Open
- 2010:  Grand Slam Moskou
- 2010:  Sanya Open
- 2011:  Brasilia Open
- 2011:  Shanghai Open
- 2011:  Mysłowice Open
- 2011:  Grand Slam Peking
- 2011:  Grand Slam Stavanger
- 2011:  Grand Slam Stare Jabłonki
- 2011:  Phuket Open
- 2012:  Grand Slam Rome
- 2012:  Bangsaen Open
- 2013:  Grand Slam Rome
- 2013:  Durban Open
- 2015:  Antalya Open

## Persoonlijk
Kessy is sinds 2013 getrouwd met de Franse voormalig beachvolleyballer Andy Cès en kreeg met hem in 2014 een dochter.